# Cricotopus pictiventris
Cricotopus pictiventris är en tvåvingeart som först beskrevs av Jean-Jacques Kieffer 1923.  Cricotopus pictiventris ingår i släktet Cricotopus och familjen fjädermyggor. Inga underarter finns listade i Catalogue of Life.